# Robert Schauffler
Robert Haven Schauffler (* 8. April 1879 in Brünn, Österreich-Ungarn; † 24. November 1964 in New York City) war ein US-amerikanischer Autor, Cellist und Tennisspieler.

## Biografie
Schauffler war der Sohn von Missionaren, die vorübergehend in Brünn tätig waren. Er studierte an der Northwestern University von 1898 bis 1899, in Princeton 1901 und an der Uni Berlin von 1902 bis 1903. Er lernte bei renommierten Cellisten wie Car Schroeder das Cellospielen. Selbst arbeitete er hauptsächlich als Redakteur, Autor und Dozent.
1906 nahm er am Tenniswettbewerb der Olympischen Zwischenspiele in Athen teil. Im Einzel kam er nach einem Freilos zum Auftakt nicht über die zweite Runde hinaus, wo er Georgios Simiriotou unterlag. Im Doppel unterlag er mit seinem Partner Homer Byington dem böhmischen Team aus Ladislav Žemla und Zdeněk Žemla mit 3:6, 3:6. Weitere Tennisresultate sind nicht von Schauffler überliefert.
Er wurde im Ersten Weltkrieg in der Maas-Argonnen-Offensive bei Montfaucon-d’Argonne schwer verwundet. Ihm wurde für seine Dienste als Soldat das Purple Heart verliehen. Er ließ sich nach dem Krieg in New York nieder, wo er bis zu seinem Tod lebte.